# Талац
Талац (множина: таоци) се може односити на:
1. Држати таоца: Означава појам када је лице задржано против своје воље у намери да се принуди нека држава или међународна организација да нешто учини или не учини.
2. Манипулисати таоцем: Означава појам када је особи или групи људи ограничена слобода чињења и говора или је контролисана много јачом организацијом, тако што се примењује присила друге врсте.

- На старо-француском -
- На латинском -